# María Lugones
María Lugones (l'Argentina, 1944 - 14 de juliol de 2020) va ser una filòsofa, feminista, investigadora, professora i activista argentina.
Lugones va teoritzar sobre diverses formes de resistència contra opressions múltiples. L'autora és reconeguda per la seva teoria dels "jo diversificats" (multiple selves), el seu treball sobre feminisme decolonial i el desenvolupament del concepte de colonialitat de gènere. Aquest concepte postula que el gènere és una imposició colonial.

## Biografia
Lugones va néixer a la Província de Buenos Aires. La seva mare va ser filla d'immigrants de Barcelona i els pares del seu pare van ser parcers en Los Toldos, província de Buenos Aires.
Es va graduar en filosofia magna cum laude a la Universitat de Califòrnia (Los Angeles). El 1973 va rebre un màster en filosofia i el 1978 es va doctorar en aquesta mateixa disciplina amb especialització en ciència política, ambdós per la Universitat de Wisconsin-Madison. La seva tesi va ser sobre Moralitat i Relacions Públiques.
Va ser professora de Literatura Comparativa i d'Estudis de la Dona en la Universitat de Binghamton a Nova York.

## Recerca
Lugones va ser l'autora de Pilgrimages/Pelegrinatges: Theorizing Coalition Against Multiple Oppressions (2003), una col·lecció d'assajos,molts dels quals van ser originalment publicats en Hypatia, Signs i altres revistes. Entre els assajos inclosos està Playfulness, 'World'-Travelling, and Loving Perception, que aborda l'experiència de les identitats múltiples (hyphenated identities) des d'un punt de vista fenomenològic.  Lugones postula "una pluralitat de jo" que, en transitar d'una personalitat a una altra, genera alhora nous mons . En un altre assaig, Purity, Impurity, and Separation (Puresa, impuresa, i separació), Lugones introdueix el concepte de 'quallar' (curdling) com una pràctica interseccional de resistència que treballa contra l'opressió de la lògica de la puresa. Exemples de 'quallar' inclouen: alternança de codi, drag, transgressió de gènere i  experimentació multilingüe.
En els seus treballs més recents, Heterosexualism and the Colonial/Modern Gender System (en espanyol: Heterosexualidad y el Sistema/de Género Moderno Colonial, 2007)  i Toward a Decolonial Feminism (en espanyol: Hacia un feminismo decolonial, 2010), Lugones es va centrar en temes relacionats amb la colonialitat, especialment en el seu impacte en la formació del gènere. A més, va explorar diverses estratègies de resistència per contribuir al desmantellament eventual d'aquest sistema.  Reprenent la teoria d'Aníbal Quijano sobre la colonialitat del poder amb un marc feminista i interseccional, Lugones conclou que el gènere és una imposició colonial. Reprenent exemples històrics precolonials de tribus ameríndies ginocràtiques (també anomenades matriarcats), Lugones situa el gènere com un sistema de classificació colonial que divideix i subjuga les persones de manera diferent depenent de factors múltiples i interseccionals que inclouen classe i etnicitat.

## Obra
Alguns dels treballs de Lugones inclouen: 
- Peregrinajes/Pilgrimages: Theorizing Coalition Against Multiple Oppressions - New York: Rowman & Littlefield Prensa, 2003.
- Impure Communities - en Diversity and Community: An Interdisciplinary Reader, editat per Philip Anderson. 2002. Oxford: Blackwell.
- Colonialidad y gènero - Tabula Rasa. Bogotá - Colombia, Núm. 9: 73-101, julio-diciembre de 2008